# Céline Dion en concert
| Оценки критиков               | Оценки критиков |
| Источник                      | Оценка          |
| ----------------------------- | --------------- |
| Encyclopedia of Popular Music | [ 1 ]           |

Céline Dion en concert — франкоязычный концертный альбом канадской певицы Селин Дион, вышедший в Квебеке (Канада) в декабре 1985 года. Это её одиннадцатый франкоязычный и первый концертный альбом.

## Информация об альбоме
Альбом был записан во время аншлагового концерта в зале Place des Arts в Монреале 31 мая 1985 года. Представление было частью концертного тура Селин Дион, организованного в поддержку альбома C’est pour toi. В рамках тура состоялось 36 концертов в 25 городах провинции Квебек.
В состав пластинки вошли любимые артисткой песни на французском языке. Кроме того, Селин Дион исполнила несколько известных англоязычных композиций, таких как «Up Where We Belong» и «What a Feeling», первую из которых — дуэтом с пианистом Полем Байяржоном. На обложке было указано, что альбом посвящался французским артистам Феликсу Леклеру и Мишелю Леграну.
Харви Робитайл за работу над альбомом получил премию «Феликс» в номинации «Звукорежиссёр года».

## Список композиций
| №   | Название | Автор(ы)                                    | Длительность |
| --- | --- | ------------------------------------------- | ------------ |
| 1.  | «Ouverture (la première fois)» | Эдди Марне, Пол Байяржон                    | 4:21         |
| 2.  | «Mon ami m’a quittée» | Марне, Кристиан Луажеро, Тьерри Джоффрой    | 3:12         |
| 3.  | «Hommage à Félix Leclerc: Bozo / Le p’tit bonheur / Moi, mes souliers / Attends-moi «ti-gras» / Le train du nord»                                             | Феликс Леклерк                              | 3:46         |
| 4.  | «Up Where We Belong» (дуэт с Полом Байяржоном) | Уилл Дженнингс, Джек Ницше, Баффи Сент-Мари | 3:00         |
| 5.  | «Tellement j’ai d’amour pour toi» | Марне, Хьюберт Жиро                         | 2:55         |
| 6.  | «D’amour ou d’amitié» | Марне, Роланд Винсент, Жан-Пьер Ланж        | 3:43         |
| 7.  | «Over the Rainbow» | Гарольд Арлен, Эдгар Харбург                | 3:27         |
| 8.  | «Homage to Michel Legrand: Quand on s’aime / Brûle pas tes doigts / La valse du lilas / Quand ça balance / Les moulins de mon cœur» (дуэт с Полом Байяржоном) | Марне, Мишель Легран                        | 6:12         |
| 9.  | «L’amour est enfant de Bohême» | Жорж Бизе                                   | 3:45         |
| 10. | «What a Feeling» | Кит Форси, Айрин Кара, Джорджо Мородер      | 4:11         |
| 11. | «Une colombe» | Байяржон, Марсель Лефевр                    | 3:25         |
| 12. | «Les chemins de ma maison» | Марне, Патрик Лемэтр, Ален Бернард          | 4:04         |
| 13. | «Finale (la première fois)» | Марне, Байяржон                             | 2:16         |

## Чарты
| Чарт (1985)    | Пиковая позиция |
| -------------- | --------------- |
| Квебек (ADISQ) | 19              |

## Хронология релиза
| Регион | Дата выпуска    | Лейбл | Формат   | Каталог  |
| ------ | --------------- | ----- | -------- | -------- |
| Канада | 20 декабрь 1985 | TBS   | LP       | TBS 504  |
| Канада | 20 декабрь 1985 | TBS   | Cassette | TBS 4504 |